# Vilhelmine Erichsen
Vilhelmine Charlotte Erichsen (Rønne, Bornholm, 6 mei 1852 - Kopenhagen, 4 februari 1935) was een vrouw die een grote invloed had op twee vooraanstaande Deense kunstenaars: de dichter en schilder Holger Drachmann, die gedichten voor haar schreef en met wie ze huwde, en de schilder Kristian Zahrtmann, die haar portretteerde. Personages in werken van de dichter-schrijver J.P. Jacobsen en de Engelse componist Frederick Delius waren op haar gebaseerd.
Zij werd geboren uit het huwelijk tussen Thomas Erichsen (1806-1886), jurist en lid van de kanselarij van Rønne, en Michelle Cathrine Westh (1812-1890).

## Levensloop

### Model voor Zahrtmann
De negen jaar oudere Kristian Zahrtmann woonde en werkte enige tijd in het huis van Vilhelmines familie, Erichsens Gård op Bornholm, en maakte daar schilderijen die op het eiland waren geïnspireerd. In 1866, toen Vilhelmine veertien was, liet ze zich door hem schilderen. Dit Portret van Vilhelmine Erichsen werd een van zijn grootste meesterwerken. Zahrtmann beschreef haar in 1868 in een brief aan August Jerndorff als een jong, naïef en melancholisch meisje dat hem nogal interesseerde. Ze had zwart haar, donkere ogen en een bleke huid.

### Huwelijk met Drachmann
In 1868 werd Holger Drachmann, min of meer als 'straf' voor een nogal wild leven, door zijn familie naar Bornholm gestuurd, waar hij zich wilde concentreren op de teken-, schilder-, schrijvers- en dichtkunst. Kort na zijn aankomst leerde hij Vilhelmine kennen. "Bij de klanken van haar gitaarspel en kleine Bornholmse volksliedjes besloot hij het schildersleven vaarwel te zeggen en dichter te worden".
Op zeventienjarige leeftijd verloofde Vilhelmine zich met de zes jaar oudere Holger. Zij verhuisden naar Kopenhagen en trouwden op 3 november 1871 in Gentofte, toen ze negentien jaar oud was. Hij gaf haar de koosnaam Fru Belli, wat 'kindvrouwtje' zou kunnen betekenen, of 'mevrouw Mooi'. Het was echter geen gelukkig huwelijk. Holger verkeerde in  intellectuele kringen en ging om met aanstormende literatoren als J.P. Jacobsen en Georg Brandes. Hij had behoefte aan vrijheid, waardoor hij vaak op reis was naar onder meer Engeland, Duitsland en Corsica. Vilhelmine was een dromer en verlangde naar een familieleven. Ze kregen in 1874 een dochter, Eva. Toen Drachmann aan het eind van datzelfde jaar terugkwam van een reis uit Duitsland, betrapte hij haar met iemand anders. De scheiding werd pas in 1878 officieel.
Holger Drachmanns werk Engelske Socialister waarmee hij doorbrak in 1871, bevat acht regels van de hand van Vilhelmine, maar welke dat waren wist ze zelf niet meer. In J.P. Jacobsens roman Niels Lyhne zijn de hoofdpersonages gemodelleerd naar Drachmann en zijn jonge Vilhelmine. Het libretto van de opera Fennimore and Gerda van Frederick Delius is erop gebaseerd.

### Later leven
Vilhelmine hertrouwde met de rijke landeigenaar Valdemar Hilarius-Kalkau, die haar dochter Eva adopteerde. Daarna vernietigde ze alle correspondentie en manuscripten van Drachmann die ze in haar bezit had. Hoewel ook het huwelijk met de wispelturige Hilarius-Kalkau niet zonder problemen was, bleef ze hem trouw tot zijn dood in 1925. Zelf stierf zij op drie-en-tachtigjarige leeftijd in 1935.

## Erichsens Gård
Het huis op Bornholm waar Vilhelmine Erichsens opgroeide, werd in de vorige eeuw ingericht als het Erichsens Gård-museum, onderdeel van het Bornholms Museum. Het is gewijd aan het geslacht Erichsen, dat behoorde tot de gegoede burgerij. Hier zijn de drie geslachten Erichsen, Zahrtmann en Drachmann beschreven, waaronder het huwelijk van Holger Drachmann met Vilhelmine Erichsen. Ook hangen er werken van de twee kunstenaars wier muze zij was.

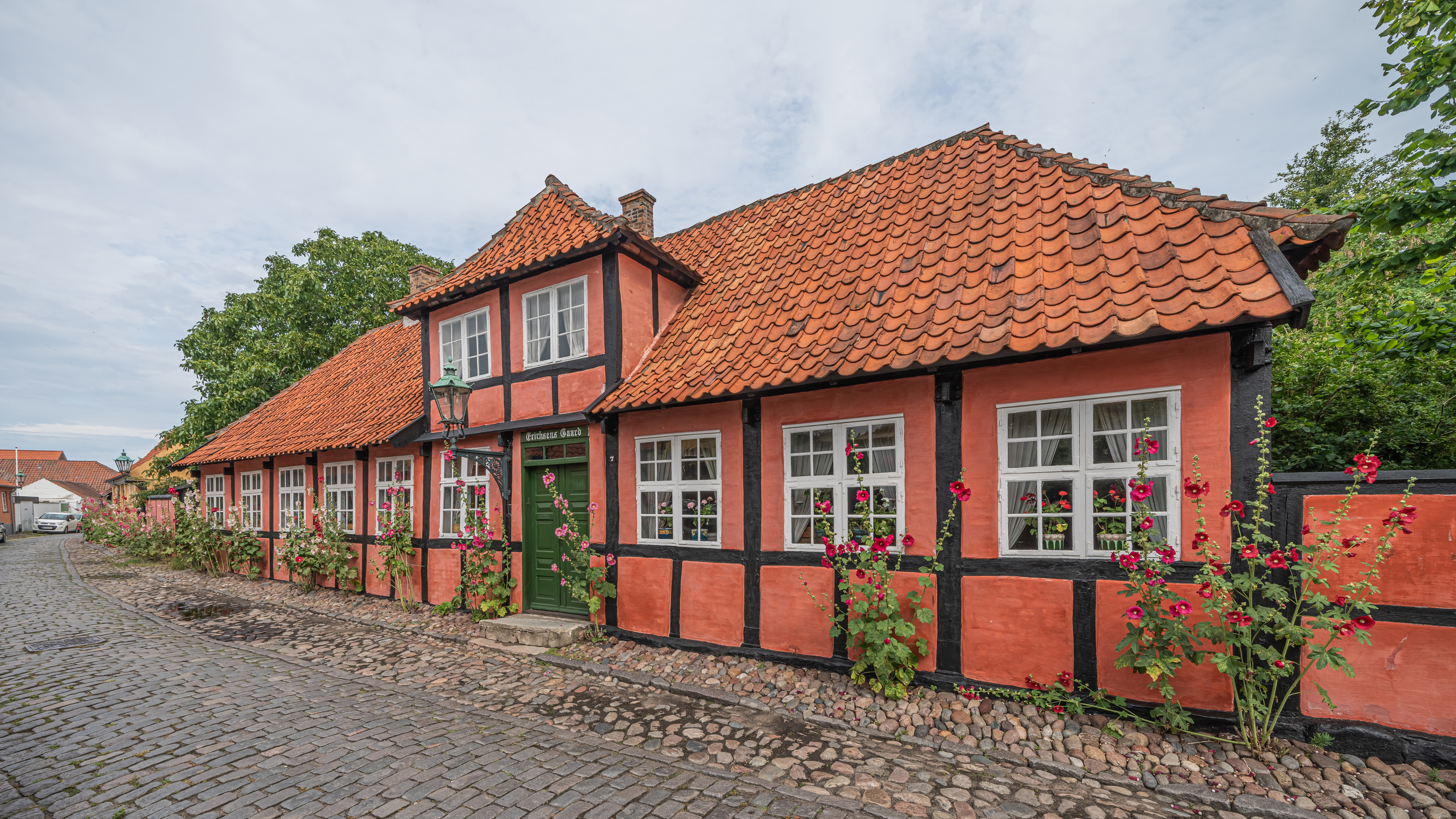
Erichsens Gård
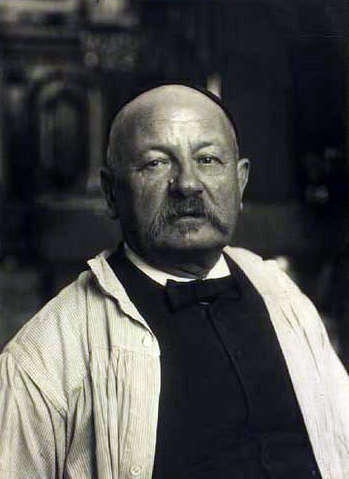
Kristian Zahrtmann
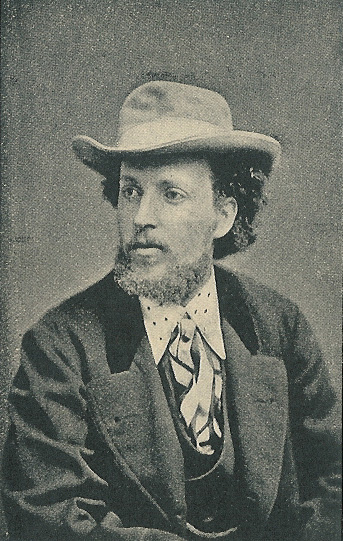
Holger Drachmann
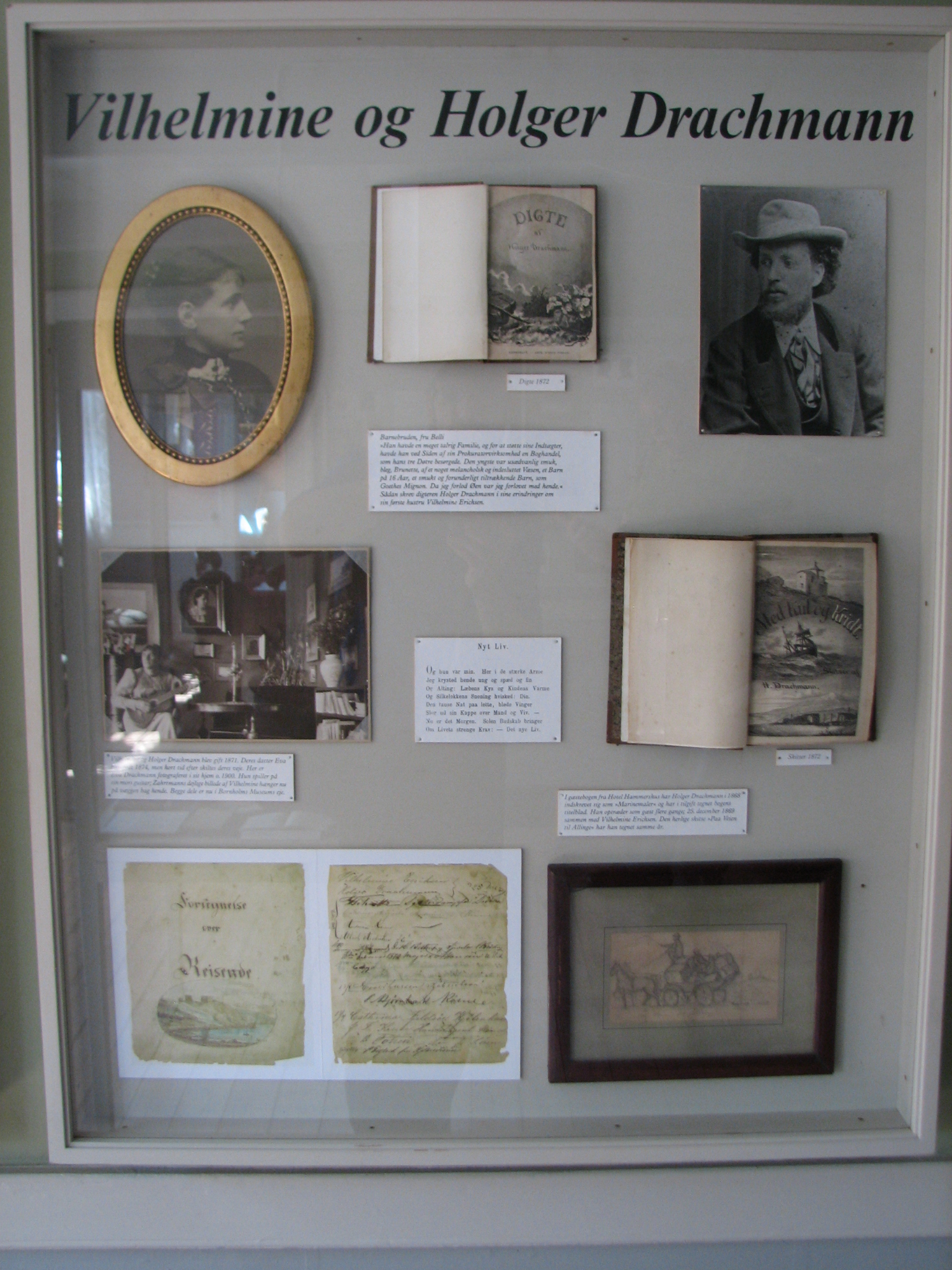
Over Vilhelmines huwelijk met Drachmann (1871-1874)
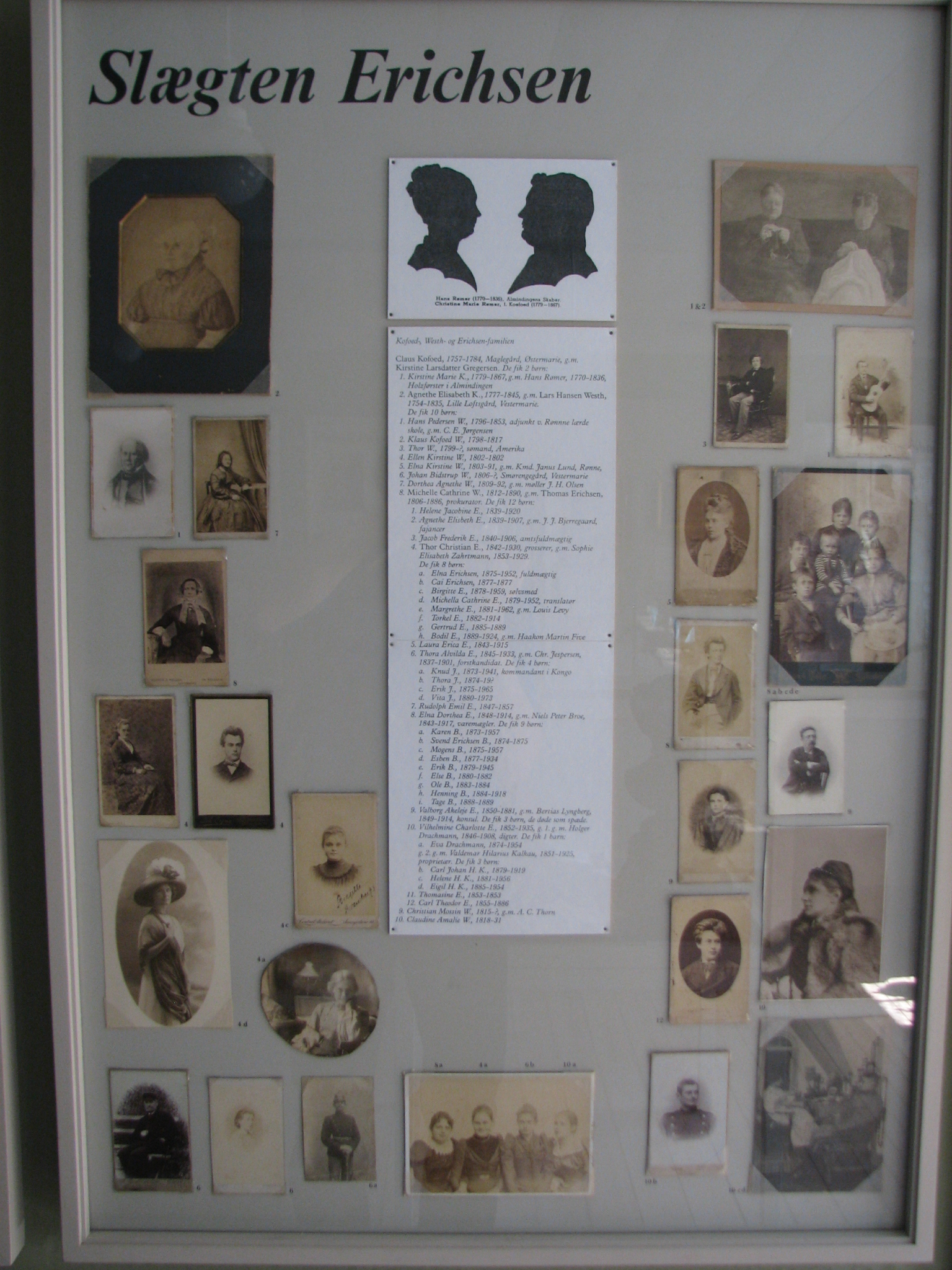
Over de familie Erichsen